# Wólka Pytowska
Wólka Pytowska [pronunciación en polaco: /ˈvulka pɨˈtɔfska/] es un asentamiento ubicado en el distrito administrativo de Gmina Kodrąb, dentro del condado de Radomsko, Voivodato de Łódź, en el centro de Polonia. Se encuentra a unos 2 kilómetros al norte de Kodrąb, a 14 kilómetros al este de Radomsko, y a 76 kilómetros al sur de la capital regional Łódź.
El asentamiento tiene una población de 15 habitantes.